# Bernadeen L. Silva
Bernadeen Laksahmi Silva, geborene Mendis, (* 20. Mai 1929; † 7. Februar 2007 in Modesto, Kalifornien) war eine sri-lankische römisch-katholische Soziologin. Sie war stellvertretende Direktorin des Center for Society and Religion in Colombo und Mitglied im Präsidium der internationalen Christlichen Friedenskonferenz (CFK).

## Leben
Ihre Eltern waren Abraham Albert Mendis und Ehefrau Rosalind. Silva konnte nach dem Besuch einer Volksschule ein Studium der Soziologie absolvieren. Durch ihre Teilnahme am religiösen Leben ihrer Pfarrei kam sie in Kontakt mit den spezifischen Problemen von Frauen in ihrer Kirche und den schon lange bestehenden Formen von Unverständnis und Ausgrenzung weiblicher Mitwirkung bei Pastoralarbeit und kirchlicher Leitungstätigkeit. Aufgrund ihrer wissenschaftlichen Forschung und der im internationalen Austausch erworbenen Kompetenz wurde sie stellvertretende Direktorin des Center for Society and Religion in Colombo. Bernadeen Silva war der Meinung, dass Frauen allein auf Grundlage ihres Geschlechts diskriminiert werden. Sie sah gravierende Probleme, die aus den Lehren der römisch-katholischen Kirche zur Sexualität herrühren. Besonders in der klerikalen Beurteilung von vor- und außerehelichen Beziehungen, Scheidungen, Ehebruch und Verhütung sah sie entscheidende Fehleinschätzungen der menschlichen Natur. Es bekümmerte sie, dass die katholische Kirche auf Distanz geht zu positiven menschlichen Perspektiven von gegenseitiger Liebe, zu dem Bedürfnis von Geben und Nehmen, die nicht nur individuell, sondern kommunitär begründet sind.
Bestätigung in ihren Erkenntnissen und Anregung zur Verbreitung ihrer Überzeugung fand sie in der Mitarbeit bei der internationalen Christlichen Friedenskonferenz (CFK). Im Jahr 1971 war sie erstmals Teilnehmerin der von der CFK einberufenen IV. Allchristlichen Friedensversammlung (ACFV), von der sie in den Ausschuss zur Fortsetzung der Arbeit (AFA) gewählt wurde. Die V. ACFV wählte sie in das Präsidium der internationalen CFK, wiederum in den AFA sowie in den Arbeitsausschuss (AA). Mit der VI. ACFV 1985 wurde sie einer der Vizepräsidenten und gehörte damit zum Präsidium.
Seit Jahren hatte sie ihren Wohnsitz in Modesto/Californien, USA. Sie hatte einen Sohn.

## Veröffentlichungen (Auswahl)
- Mit Tissa Balasuriya: The city of Colombo : a theological search, Colombo, Sri Lanka : Centre for Society & Religion, 1980. OCLC 16272505
- Few Points on the Social and Cultural Discrimination of Women. In: The Asian Theology Conference (Documents) (Sri Lanka: CSR, 1980)
- Mit Samājaya hā Sāmayika Kēndraya: Women and matter : a selection of essays, [Colombo] : Centre for Society and Religion, 1984. OCLC 1181591043
- Spirituality of Sexuality, Voices from the Third World, Vol. VIII, No. 3, September 1985, pp. 18–25/22
- Child prostitution in Sri Lanka, 1986. OCLC 969663154
- Third World Disarmament and Hunger. In: Food not Arms (Sri Lanka: CSR), p.1
- In search of justice : essays, Colombo : Centre for Society & Religion, [1988]. OCLC 42259454